# Pió Romero Bosque

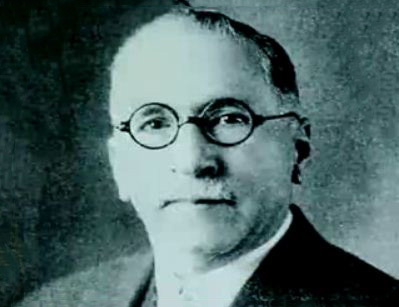
Pió Romero Bosque.

Pió Romero Bosque, född 1860 i Suchitoto, El Salvador, död 10 december 1935, var president i El Salvador från 1 mars 1927 till 1 mars 1931. 